# Amt Rockenberg
Das Amt Rockenberg war ein Amt des Kurfürstentums Mainz und später des Großherzogtums Hessen.

## Geschichte

### Vorbemerkung
In Mittelalter und Früher Neuzeit waren Ämter eine Ebene zwischen den Gemeinden und der Landesherrschaft. Die Funktionen von Verwaltung und Rechtsprechung waren hier nicht getrennt. Dem Amt stand ein Amtmann vor, der von der Landesherrschaft eingesetzt wurde. 

### Kurmainz
1534 fiel die Kellerei Rockenberg an Eppstein, 1581 zog Kurmainz die Grafschaft Königstein als erledigtes Lehen ein. Damit kam auch Rockenberg an Kurmainz. Ab der Verwaltungsreorganisation von 1772 wurde das Amt als Amtsvogtei Rockenberg geführt und dem Amt und Kellerei Vilbel und Rockenberg nachgeordnet. Ab 1782 war dies dem Oberamt Höchst nachgeordnet.
Im Amt Rockenberg galt das formal 1755 noch einmal eingeführte Mainzer Landrecht als Partikularrecht. Das Gemeine Recht galt darüber hinaus, soweit das Mainzer Landrecht spezielle Regelungen für einen Sachverhalt nicht enthielt. Dieses Sonderrecht behielt seine Geltung auch im gesamten 19. Jahrhundert und wurde erst zum 1. Januar 1900 von dem einheitlich im ganzen Deutschen Reich geltenden Bürgerlichen Gesetzbuch abgelöst.

### Hessen
Durch den Reichsdeputationshauptschluss und der Säkularisation fiel das Amt Rockenberg 1803 an die Landgrafschaft Hessen-Darmstadt, ab 1806: Großherzogtum Hessen. Hier lag es in der Provinz Oberhessen.
Mit der Ausführungsverordnung vom 9. Dezember 1803 wurde zunächst das Gerichtswesen der beiden oberen Instanzen neu organisiert. Die Ämter – so auch Rockenberg – blieben die erste Instanz der Rechtsprechung in Zivilsachen. Ab 1820 kam es zu Verwaltungsreformen. Dabei wurde das Amt Rockenberg zunächst 1820 dem Amt Butzbach zugeschlagen.
Mit der Verwaltungsreform von 1821 wurde auch auf unterer Ebene Rechtsprechung und Verwaltung getrennt. Für die bisher in den Ämtern wahrgenommenen Verwaltungsaufgaben wurden Landratsbezirke geschaffen, für die erstinstanzliche Rechtsprechung Landgerichte. Damit wurde auch das Amt Butzbach aufgelöst. Seine Verwaltungsaufgaben wurden 1821 auf den Landratsbezirk Butzbach, die Rechtsprechung auf das Landgericht Friedberg übertragen.

### Bestandteile
Zum Amt Rockenberg gehörten die Ortschaften und Gemeinden:
- Kloster Marienschloss
- Nieder-Mörlen
- Ober-Mörlen
- Ober-Wöllstadt
- Oppershofen
- Rockenberg
- Wisselsheim

## Persönlichkeiten
- Wilhelm Beck (Amtsvogt) [1797][7]